# Liz Garbus

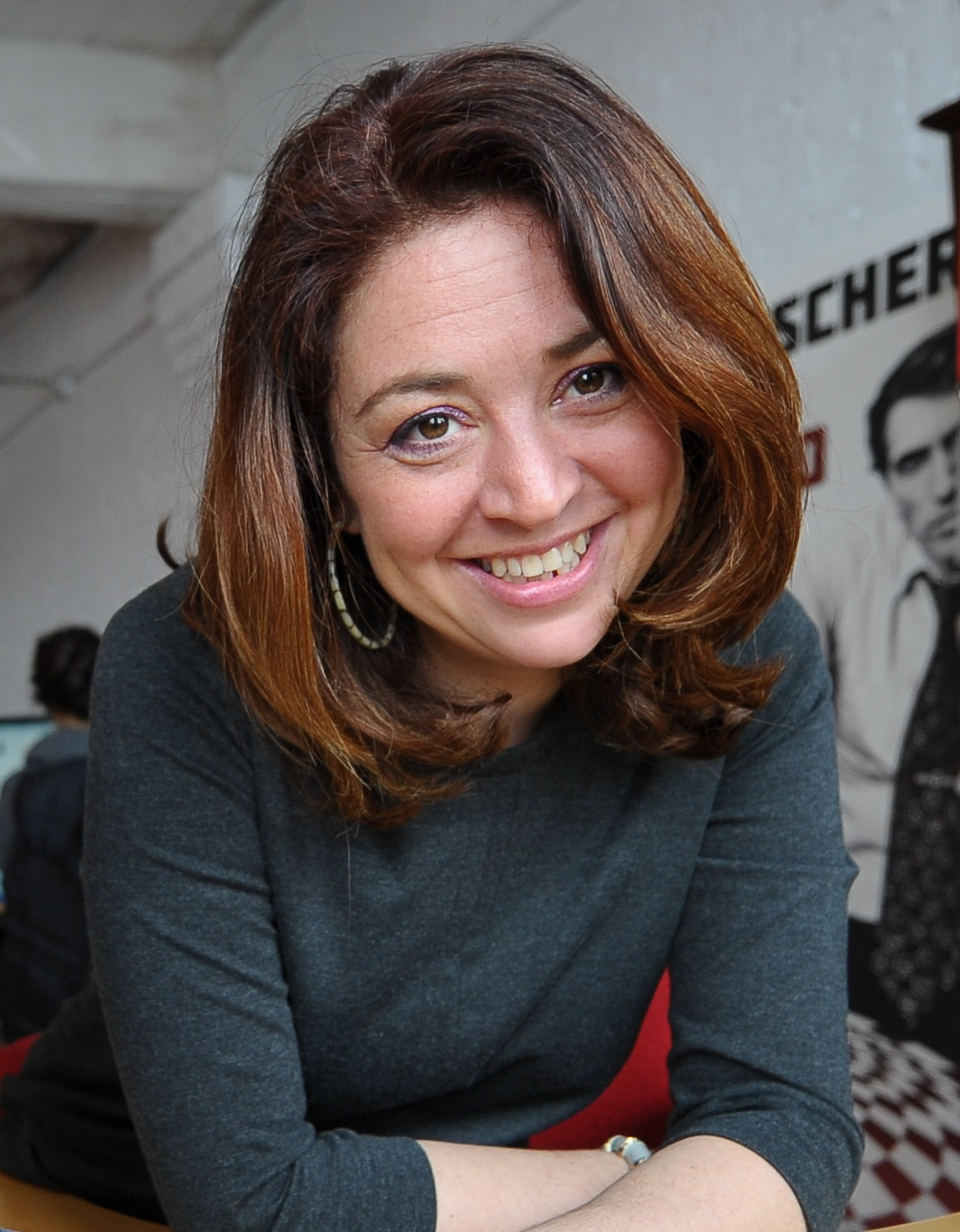
Liz Garbus

Liz Garbus (* 1969 oder 1970) ist eine US-amerikanische Filmproduzentin, Regisseurin und Autorin, die 2016 mit ihrem Dokumentarfilm What Happened, Miss Simone? über die Jazz- und Bluessängerin Nina Simone für einen Oscar nominiert worden ist. Bekannt ist sie auch für ihren 1999 oscarnominierten Dokumentarfilm Die Farm, der sich mit dem Leben einiger Insassen in einem Hochsicherheitsgefängnis beschäftigt.

## Leben
Liz Garbus, die 1992 an der Brown University in den Fächern Geschichte und Sprachwissenschaft mit magna cum laude graduierte, gehört zu den profiliertesten amerikanischen Dokumentarfilmern. Garbus ist die Tochter des in Amerika sehr bekannten Rechtsanwalts Martin Garbus. Zusammen mit ihrer Kollegin Rory Kennedy ist Garbus Mitbegründerin von Moxie Firecracker Films, gegründet 1998. Sie ist mit dem Dokumentarfilmer und Emmy-Preisträger Dan Cogan verheiratet.
Garbus’ Einstieg ins Filmgeschäft erfolgte 1986 mit einer Folge der Fernsehserie America Undercover, bei der sie Regie führte. Im Jahr 1993 war sie als Produktionsmanagerin an dem Dokumentarfilm Hookers Hustlers Pimps and Their Johns beteiligt, und im Jahr 1996 trat sie mit Final Judgment: The Execution of Antonio James, einem Fernsehfilm, erstmals als Produzentin auf. Mit ihrem Film Die Farm (1998), der sechs Insassen des Louisiana State Penitentiary begleitet, darunter einen Mörder und eine Vergewaltiger, konnte Garbus international punkten und wurde auch von der Kritik mit viel Lob bedacht. Der Film wurde auf dem Sundance Film Festival vorgestellt und auf diversen Festivals mit insgesamt sechs Preisen ausgezeichnet und war für vier weitere nominiert, darunter im Jahr 1999 für den Oscar.
Der Film The Execution of Wanda Jean, der 2002 mit dem Prize of the City of Setúbal – Special Mention ausgezeichnet wurde, begleitet Wanda Jean Allen auf ihrem Gang in den Todestrakt. Garbus’ 2003 erschienener Dokumentarfilm Girlhood wurde von der Zeitschrift LA Weekly als einer der wichtigsten Filme des Jahres 2003 bezeichnet. Er setzt sich mit Amerikas Rechtssystem auseinander und dem Problem, wie Kinder es verkraften, wenn sie schon früh häuslicher Gewalt ausgesetzt sind. Auch die historische Dokumentation The Nazi Officer’s Wife (2003) setzt sich mit Gewalt auseinander. Sie geht dem Schicksal einer jungen Frau nach, die zusammen mit ihrer Mutter in ein Internierungslager der Nazis verbracht wurde. Ausgezeichnet wurde auch Garbus’ 2007 veröffentlichter Dokumentarfilm Ghosts of Abu Ghraib, der Einblicke in berüchtigte irakische Gefängnisse gewährt. Sie erhielt dafür den Primetime Emmy Award. Für den von Garbus produzierten Dokumentarfilm Killing in the Name von 2010 erhielt der Regisseur Jed Rothstein eine Oscarnominierung in der Kategorie „Bester Dokumentar-Kurzfilm“, verlor aber gegen Strangers No More. Rothsteins Film behandelt das Thema Islamischer Terrorismus. Das Attentat auf seiner Hochzeit, bei der sich ein Selbstmordattentäter in die Luft sprengte und 27 Mitglieder der Familie von Al-Khaled und seiner Frau Nadia Alami tötete, nahm Ashraf Al-Khaled zum Anlass, mit Opfern und Tätern Gespräche zu führen.
In dem biografischen Dokumentarfilm Zug um Zug in den Wahnsinn – Die Legende Bobby Fischer (Bobby Fischer Against the World) von 2011 dreht sich alles um das tragische Schicksal des Schachgenies Bobby Fischer. Mit diesem Film gewann Garbus den Achievement Award auf dem Newport Beach Film Festival. In der Dokumentation Love, Marilyn (2012) wirft die Filmemacherin intime Blicke in bisher nicht gezeigte Tagebücher und Notizen von Marilyn Monroe. Berühmte Kollegen der Schauspielerin, wie beispielsweise Adrien Brody, Glenn Close, Viola Davis oder Uma Thurman kommen zu Wort. Entertainment Weekly feierte den Film als Wunder eines Dokumentarfilms. In der von Garbus produzierten Musikdokumentation Before the Spring: After the Fall von 2013 geht es um die Geschichte der Heavy-Metal-Musik, einer Stilrichtung der Rockmusik. Der Film erhielt auf dem BendFilm Festival den Jury Prize.
Für ihre Dokumentation über Leben und Karriere der amerikanischen Jazz- und Bluessängerin Nina Simone unter dem Titel What Happened, Miss Simone? ist Garbus 2016 zusammen mit Amy Hobby und Justin Wilkes für einen Oscar in der Kategorie „Bester Dokumentarfilm“ nominiert.

## Filmografie (Auswahl)
Produzentin
- 1993: Hookers Hustlers Pimps and Their Johns (Dokumentarfilm; Produktionsmanager)
- 1996: Final Judgment: The Execution of Antonio James (Fernsehfilm)
- 1998: Die Farm (The Farm: Angola, USA, Dokumentarfilm, + Regie)
- 1998: True Life (Dokumentarische Fernsehserie)
- 1999: Different Moms (Dokumentarfilm + Regie und Autor)
- 1999: Epidemic Africa (Dokumentar-Kurzfilm)
- 2000: The Changing Face of Beauty (Dokumentarischer Fernsehfilm; + Co-Regie)
- 2000: Juvies (Dokumentarischer Fernsehfilm)
- 2002: The Execution of Wanda Jean (Dokumentarfilm)
- 2002: Schooling Jewel (Dokumentarfilm)
- 2003: Together: Stoß Violence Against Women (Fernseh-Dokumentarfilm)
- 2003: A Boy’s Life (Dokumentarischer Fernsehfilm)
- 2003: Pandemic: Facing AIDS (Dokumentarische Fernseh-Mini-Serie)
- 2003: Girlhood (Dokumentarfilm; + Regie)
- 2003: Con Man (Dokumentarfilm)
- 2004: Indian Point: Imagining the Unimaginable (Dokumentarischer Fernsehfilm)
- 2005: Street Fight (Dokumentarfilm)
- 2005: Xiara’s Song (Dokumentarischer Fernsehfilm; + Regie)
- 2005: P.O.V. – Street Fight (Dokumentarische Fernsehserie)
- 2006: Yo soy Boricua, pa’que tu lo sepas! (Dokumentarfilm; + Regie)
- 2006: Ten Days That Unexpectedly Changed America (Dokumentarische Fernsehserie)
- 2007: Ghosts of Abu Ghraib (Dokumentarfilm)
- 2007: Coma IV (Dokumentarfilm; + Regie)
- 2009: Shouting Fire: Stories from the Edge of Free Speech (Dokumentarfilm; + Regie)
- 2010: Family Affair (Dokumentarfilm)
- 2010: The Fence (Dokumentar-Kurzfilm)
- 2010: Killing in the Name (Dokumentar-Kurzfilm)
- 2010: The Fence (La Barda) (Dokumentarfilm)
- 2011: Zug um Zug in den Wahnsinn – Die Legende Bobby Fischer (Bobby Fischer Against the World, Dokumentarfilm; + Regie)
- 2011: There’s Something Wrong with Aunt Diane (Dokumentarfilm; + Regie)
- 2012: Robot (Dokumentar-Kurzfilm; + Regie)
- 2012: Love, Marilyn (Dokumentarfilm; + Regie und Buch)
- 2013: Before the Spring: After the Fall (Dokumentarfilm)
- 2014: Ein guter Job: Geschichten von der New Yorker Feuerwehr (A Good Job. Stories of the FDNY, Dokumentarischer Fernsehfilm; + Regie)
- 2015: What Happened, Miss Simone? (Dokumentarfilm; + Regie)
- 2016: Nothing Left Unsaid: Gloria Vanderbilt & Anderson Cooper (Dokumentarfilm, + Regie)
- 2018: Mission Wahrheit – Die New York Times und Donald Trump (The Fourth Estate, Dokuserie; + Regie)
- 2018: A Dangerous Son (Dokumentarfilm; + Regie)

nur Regie
- 1986: America Undercover (Dokumentarische Fernsehserie, Epis. The Execution of Wanda Jean)
- 2000: Juvies (Dokumentarischer Fernsehfilm)
- 2000: True Live – The Travelers (Dokumentarische Fernsehserie)
- 2002: The Execution of Wanda Jean (Dokumentarfilm)
- 2003: The Nazi Officer’s Wife
- 2007: The Addiction Project – Brain Imaging Brookhaven National Laboratory (Fernsehserie)
- 2007: Addiction (Seg. Brain Imaging; Dokumentarischer Fernsehfilm)
- 2007: Coma (Dokumentarfilm)
- 2020: Lost Girls

Auftritte von Liz Garbus
- 2009: Shouting Fire: Stories from the Edge of Free Speech (Dokumentarfilm über den Rechtsanwalt Martin Garbus)
- 2011: There’s Something Wrong with Aunt Diane (Dokumentarfilm, Stimme)
- 2016: Close Up with the Hollywood Reporter – Herself (Dokumentarische Fernsehserie)

## Auszeichnungen
Gewonnen
- 1998: Double Take Documentary Film Festival: Audience Award für Die Farm
  - zusammen mit Wilbert Rideau, Jonathan Stack
- 1998: Florida Film Festival: Grand Jury Award für Die Farm
  - zusammen mit Jonathan Stack
- 1998: Los Angeles Film Critics Association: LAFCA Award für Die Farm
  - zusammen mit Jonathan Stack
- 1998: New York Film Critics Circle: NYFCC Award für Die Farm
  - zusammen mit Jonathan Stack
- 1998: San Francisco International Film Festival: Golden Spire für Die Farm
  - zusammen mit Jonathan Stack
- 1998: Sundance Film Festival: Grand Jury Prize für Die Farm
  - zusammen mit Jonathan Stack
- 2002: Festróia – Tróia International Film Festival: Prize of the City of Setúbal – Special Mention für The Execution of Wanda Jean
- 2003: Atlanta Film Festival: Jury Award für Girlhood
- 2003: Nantucket Film Festival: Audience Award für Girlhood
- 2003: SXSW Film Festival: Audience Award für Girlhood
- 2007: Primetime Emmy für Ghosts of Abu Ghraib
  - zusammen mit Rory Kennedy, Jack Youngelson, Diana Barrett, Sheila Nevins, Nancy Abraham
- 2011: Newport Beach Film Festival: Achievement Award für Bobby Fischer Against the World
- 2013: BendFilm Festival: Jury Prize für Before the Spring: After the Fall
  - zusammen mit Jed Rothstein, Allyson Luchak, Mark Levine
- 2016: Emmy Award für What Happened, Miss Simone?[7]
- 2016: Preis der Deutschen Schallplattenkritik: Bestenliste (4. Quartal 2016) für DVD-Ausgabe What Happened, Miss Simone?[8]

Nominierungen
- 1998: Taos Talking Picture Festival: Taos Land Grant Award für Die Farm
  - zusammen mit Wilbert Rideau, Jonathan Stack
- 1999: Oscar für Die Farm
  - zusammen mit Jonathan Stack
- 1999: Primetime Emmy Awards: Primetime Emmy für Die Farm
  - zusammen mit Jonathan Stack, Gayle Gilman, Michael Cascio
- 1999: Satellite Awards: Golden Satellite Award für Die Farm
  - zusammen mit Jonathan Stack
- 2002: Sundance Film Festival: Grand Jury Prize für The Execution of Wanda Jean
- 2005: International Documentary Association: IDA Award für Street Fight
  - zusammen mit Marshall Curry, Rory Kennedy, Cara Mertes, Sally Jo Fifer
- 2006: News & Documentary Emmy Awards für P.O.V. und für Street Fight
  - zusammen mit Rory Kennedy, Cara Mertes, Sally Jo Fifer, Marshall Curry
- 2009: International Documentary Association: Video Source Award für Shouting Fire: Stories from the Edge of Free Speech
  - zusammen mit Rory Kennedy, Jed Rothstein, Sheila Nevins, Nancy Abraham und
- Video Source Award für Thank You, Mr. President: Helen Thomas at the White House
  - zusammen mit Rory Kennedy, Jack Youngelson, Sheila Nevins
- 2009: Sundance Film Festival: Grand Jury Prize für Shouting Fire: Stories from the Edge of Free Speech
- 2010: International Documentary Association: IDA Award für The Fence
  - zusammen mit Rory Kennedy, Keven McAlester, Nancy Abraham, Lauren Barker, Sheila Nevins, Mark Bailey
- 2011: Miami Film Festival: Grand Jury Prize für Bobby Fischer Against the World
- 2012: Primetime Emmy Awards: Primetime Emmy für Bobby Fischer Against the World
  - zusammen mit Sheila Nevins, Dan Cogan, Stanley F. Buchthal, Rory Kennedy, Matthew Justus, Nancy Abraham
- 2015: Hot Docs Canadian International Documentary Festival: Audience Award für What Happened, Miss Simone? (8. Platz)
- 2015: International Documentary Association: Video Source Award für What Happened, Miss Simone? und IDA Award für What Happened, Miss Simone?
  - zusammen mit Amy Hobby, Jayson Jackson, Justin Wilkes
- 2016: Oscar für What Happened, Miss Simone?
  - zusammen mit Amy Hobby, Justin Wilkes
- 2016: Alliance of Women Film Journalists: EDA Award für What Happened, Miss Simone?
- 2016: Black Reel Awards: Black Reel für What Happened, Miss Simone
- 2016: Cinema Eye Honors Awards, US: Cinema Eye Audience Choice Prize für What Happened, Miss Simone
- 2016: Directors Guild of America, USA: DGA Award für What Happened, Miss Simone?